# Milagres do Maranhão
Milagres do Maranhão là một đô thị thuộc bang Maranhão, Brasil. Đô thị này có diện tích 439,365 km², dân số năm 2007 là 6878 người, mật độ 15,65 người/km².